# Zygmunt Sobolta
Zygmunt Jan Sobolta (ur. 25 października 1895 w Stryju, zm. 8 listopada 1982 w Warszawie) – kapitan intendent Wojska Polskiego, działacz niepodległościowy i sportowy.

## Życiorys
Urodził się 25 października 1895 w Stryju, ówczesnym mieście powiatowym Królestwa Galicji i Lodomerii. Absolwent C. K. Gimnazjum w Stryju. Był członkiem Polskiej Organizacji Wojskowej. Uczestniczył w I wojnie światowej.
Od 1921 do 1923, jako urzędnik wojskowy w XI randze pełnił służbę w Powiatowej Komendzie Uzupełnień Stryj na stanowisku referenta inwalidzkiego. 1 grudnia 1923 został przydzielony do Powiatowej Komendy Uzupełnień Stanisławów na stanowisko oficera ewidencyjnego na powiat stanisławowski. W lutym 1926 został zatwierdzony na stanowisku referenta w PKU Stanisławów. W marcu 1927 został przeniesiony do PKU Stryj na takie samo stanowisko. We wrześniu 1930 został przesunięty ze stanowiska referenta na stanowisko kierownika II referatu poborowego. Z dniem 1 października 1932 skierowany został na czteromiesięczną praktykę u płatnika 53 pułku piechoty w Stryju. Po zakończeniu praktyki przeniesiony został do 1 pułku artylerii motorowej w Stryju na stanowisko płatnika, a z dniem 15 sierpnia 1933 przeniesiony do korpusu oficerów intendentów. Na stopień kapitana został awansowany ze starszeństwem z 19 marca 1939 i 96. lokatą w korpusie ogicerów intendentów, grupa intendentów. W tym samym miesiącu pełnił służbę w 53 pp na stanowisku oficera gospodarczego. Do 17 marca 1934 był prezesem miejscowego Koła Związku Peowiaków, a następnie sekretarzem zarządu.
Od drugiej połowy lat 20. XX wieku działał w Pogoni Stryj. W 1928 zasiadał w zarządzie klubu, a w 1929 został jego sekretarzem. Ponadto sędziował mecze piłkarskie w niższych klasach.
Uczestniczył w kampanii wrześniowej. II wojnę światową zakończył w stopniu majora. W wyniku przesiedleń w 1945 wraz z rodziną zamieszkał w Prudniku na Opolszczyźnie. Tamże kontynuował działalność sportową, będąc jednym z założycieli klubu Pogoń Prudnik. Został wiceprezesem pierwszego zarządu Pogoni. Stanął na czele Delegatury Opolskiego Podokręgu ZPN w Zabrzu. Był jednym z założycieli Delegatury Sędziowskiej w Prudniku. Od 21 września 1946 stał na czele Podokręgu Związku Piłki Nożnej w Prudniku. 9 lutego 1947 został wybrany na prezesa Pogoni Prudnik. W 1948 na stanowisku prezesa klubu zastąpił go Stanisław Zieliński.
Po 1949 wyjechał do Warszawy, gdzie w marcu 1951 zamieszkał przy ul. Króżańskiej 8/4. Był członkiem ZBoWiD. Został pochowany na cmentarzu w Wilanowie.

## Ordery i odznaczenia
- Krzyż Niepodległości – 2 sierpnia 1931 „za pracę w dziele odzyskania niepodległości”[21][22][1][23]
- Srebrny Krzyż Zasługi[24]
- Odznaka Pamiątkowa Więźniów Ideowych[25]

5 listopada 1935 Komitet Krzyża i Medalu Niepodległości ponownie rozpatrzył wniosek, lecz Krzyża Niepodległości z Mieczami nie przyznał.